# Rubens Barrichello
Rubens Gonçalves (Rubinho) Barrichello (São Paulo, 23 mei 1972) is een Braziliaans autocoureur en voormalig Formule 1-coureur.
Barrichello reed voor Ferrari van 2000 tot 2005 als teamgenoot van Michael Schumacher. Hij boekte meerdere successen in deze periode en werd in 2002 en 2004 tweede in het kampioenschap.

## Biografie
Zowel zijn vader als zijn grootvader dragen of droegen de naam Rubens. Daarom werd Barrichello bekend als Rubinho (Portugees voor "kleine Rubens") en is die naam zijn vaste bijnaam geworden.
Barrichello won vijf kart-titels in Brazilië voordat hij naar Europa werd gehaald om te racen in de Formule Vauxhall Lotus serie in 1990. In zijn eerste jaar veroverde hij het kampioenschap, een prestatie die hij het daarop volgende jaar overdeed in het Britse Formule 3 kampioenschap.
Hij veroverde bijna een plek in de Formule 1 op negentienjarige leeftijd. Hij miste de kans en ging racen in de Formule 3000 in 1992. Hij werd derde in het kampioenschap en voegde zich het volgende jaar bij het Jordan Grand Prix-team. Tijdens deze overgang woonde hij in Banbury, Verenigd Koninkrijk.

### Formule 1-carrière

#### 1993-1996: Jordan

##### 1993
Barrichello beleefde een succesvol debuutjaar. In zijn derde race, de Grand Prix van Europa, startte hij van de twaalfde positie onder natte omstandigheden maar was reeds vierde aan het einde van de eerste ronde. Hij reed later in de race zelfs naar de tweede plek waarbij hij Alain Prost passeerde maar viel uit met een brandstofprobleem. De betrouwbaarheid van de Jordan was slecht en hij finishte een beperkt aantal races. Hij was regelmatig sneller dan zijn teamgenoten en wist tijdens de Grand Prix van Japan zijn eerste punten te scoren door een vijfde plaats te behalen. Met deze twee punten werd hij 18e in de stand om het wereldkampioenschap.

##### 1994
1994 begon veelbelovend met een vierde plek in Brazilië en een derde plaats in Aida (zijn eerste podiumplek).
Deze resultaten zorgden voor een tweede voorlopige positie in het kampioenschap achter Michael Schumacher. Barrichello zijn carrière werd bijna beëindigd tijdens de Grand Prix van San Marino toen hij zwaar crashte tijdens de training. Hij raakte buiten bewustzijn en was in levensgevaar omdat zijn tong de luchttoevoer blokkeerde. Snelle actie van professor Watkins redde zijn leven, ondanks dat de marshalls de auto hardhandig omdraaiden met hem erin.
Ayrton Senna kwam hem opzoeken in het ziekenhuis, iets wat Rubens zeer waardeerde. De drievoudig wereldkampioen was zichtbaar aangedaan bij het bezoek aan zijn jongere landgenoot.
Tijdens de race van dat weekend overleed zijn mentor Ayrton Senna na een zware crash. Ondanks zijn grote persoonlijke verlies herpakte hij zich en bereikte een poleposition tijdens de Grand Prix van België. Hiermee werd hij de jongste coureur op poleposition ooit. Hij werd zesde in het kampioenschap met negentien punten. Hij versloeg hiermee zijn teamgenoot Eddie Irvine.

##### 1995
Het hoogtepunt van 1995 was een tweede plaats in Montreal maar de Jordan auto's waren minder betrouwbaar dan in 1994. Hij finishte het seizoen als elfde met elf punten, opnieuw voor Irvine.

##### 1996
De verwachtingen waren voor Jordan hooggespannen in 1996 nadat ze het motorencontract met Peugeot hadden overgenomen van McLaren. Het sigarettenmerk Benson & Hedges werd sponsor en zorgde voor een financiële injectie. Barrichello begon goed aan het seizoen en reed tweede tijdens de Braziliaanse Grand Prix (hij moest afhaken met oververhitte remmen). De competitiviteit van Jordan nam echter af naarmate het seizoen vorderde. De relatie tussen Eddie Jordan en Barrichello bekoelde en aan het eind van het seizoen maakte hij zijn overstap naar het nieuwe Stewart Grand Prix bekend.

#### 1997-1999: Stewart

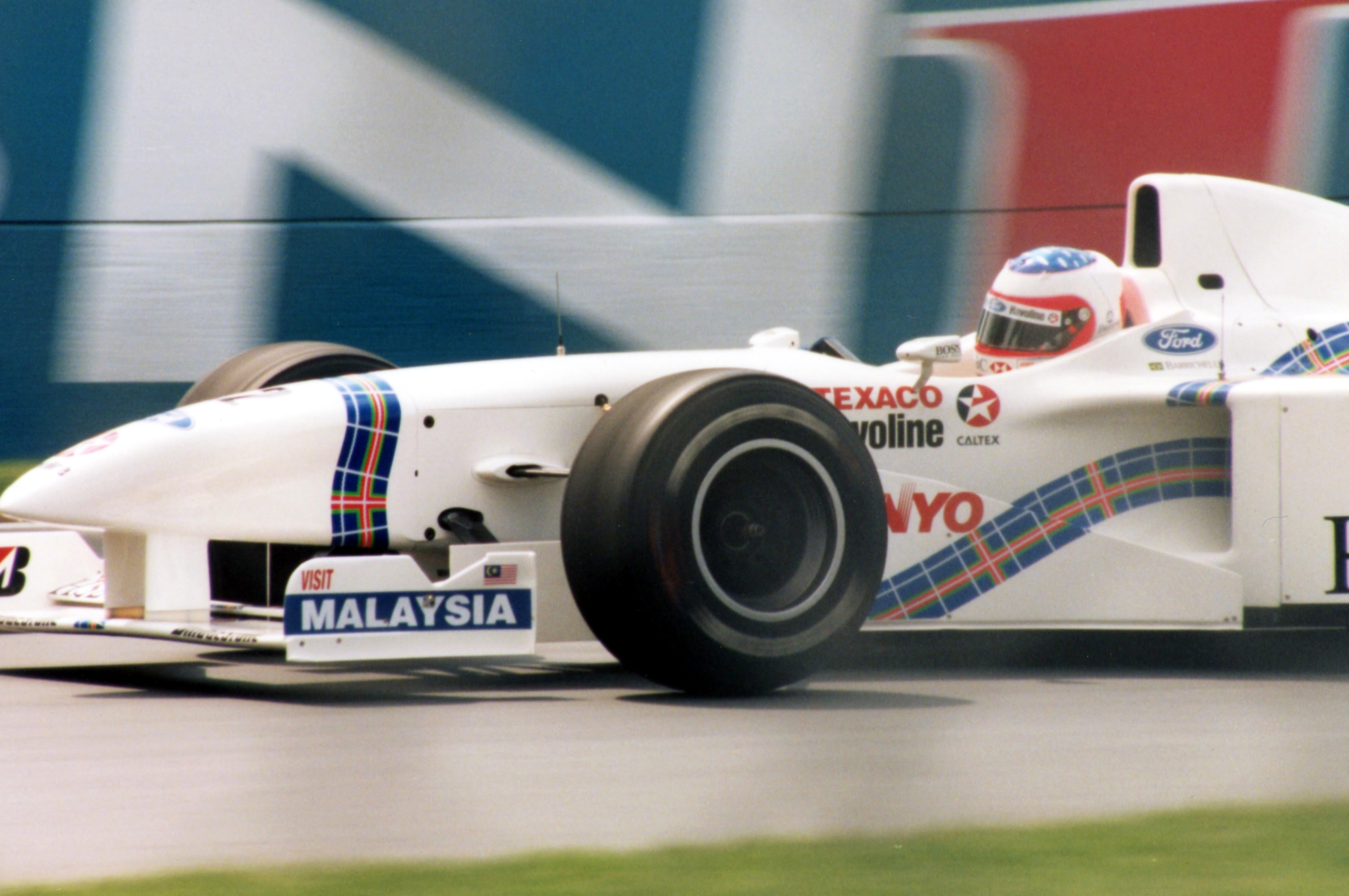
Barrichello in de Stewart

1997 was een moeilijk eerste jaar voor het team en Barrichello wist maar drie races te finishen. Het hoogtepunt was een tweede plaats in Monaco waardoor hij de dertiende plaats in het eindklassement zou bezetten. Teamgenoot Jan Magnussen wist geen punten te halen tijdens het seizoen. Datzelfde jaar trouwde Barrichello met Silvana Giaffone.
In 1998 ging het niet veel beter met Stewart. Twee vijfde posities waren de hoogste van het seizoen. Ondanks de slechte betrouwbaarheid van de auto reed Barrichello goed en was consequent sneller dan zijn teamgenoot Magnussen. Tijdens de Grand Prix van Frankrijk werd Magnussen vervangen  door Jos Verstappen, die ook door Barrichello werd verslagen.
1999 bracht succes voor Stewart. Barrichello kwalificeerde als derde in Brazilië, waarmee hij de Ferrari van Michael Schumacher versloeg. Hij pakte poleposition in Frankrijk en finishte drie keer op het podium. In de loop van het jaar viel het oog van Ferrari baas Jean Todt op Barrichello en hij werd voor 2000 gecontracteerd bij de Italiaanse renstal.

#### 2000-2005: Scuderia Ferrari

##### 2000

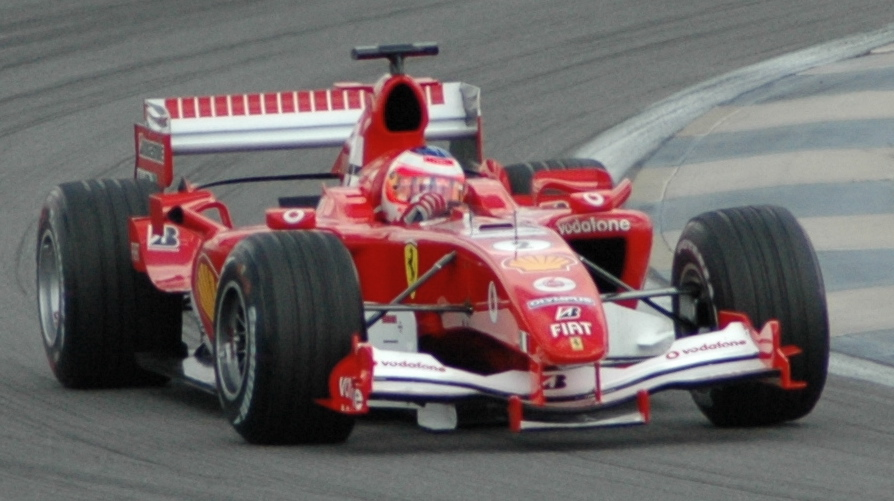
Barrichello in zijn Ferrari in de Verenigde Staten

Barrichello behaalde zijn eerste overwinning tijdens de Grand Prix van Duitsland nadat hij vanaf de achttiende positie was gestart. Het was de langste tijd dat een coureur heeft moeten wachten op zijn eerste overwinning. Barrichello reed een constant seizoen en reed regelmatig naar het podium. Hij werd echter verslagen door drie andere betrouwbare auto's van de coureurs: Michael Schumacher, Mika Häkkinen en David Coulthard.
Met zijn vierde positie in het kampioenschap hielp hij Ferrari aan het constructeurskampioenschap.

##### 2001
In 2001 haalde Barrichello de derde plek in het kampioenschap met tien podiumplaatsen en 56 punten. Hij was opnieuw een belangrijke ondersteuning voor teamgenoot Michael Schumacher en reed Ferrari naar het derde constructeurskampioenschap op rij.

##### 2002
Het succes ging door in 2002, waarin hij vier races won en tweede werd in het kampioenschap met 77 punten. Het jaar werd echter gekenmerkt door controverse.
Barrichello kreeg orders van het team om Schumacher erlangs te laten tijdens de laatste meters van de Grand Prix van Oostenrijk. Schumacher zette Barrichello op de eerste plaats op het podium waar Ferrari later een boete voor zou krijgen. Deze actie leidde tot het verbieden van teamorders in 2003.

##### 2003
Hij eindigde het seizoen van 2003 op de vierde plaats met 65 punten. Hij won tweemaal, in Engeland en Japan, en hielp Ferrari en Schumacher opnieuw naar een dubbelslag in het kampioenschap.

##### 2004
In 2004 werd Barrichello zevenmaal tweede achter Schumacher en won hij zowel in Italië als in China. Hij behaalde overtuigend de tweede positie in het kampioenschap met 114 punten en 14 podiumplaatsen.

##### 2005
In 2005 miste Ferrari de snelheid van voorgaande jaren vanwege een wijziging in het bandenreglement. Ferrari gebruikte Bridgestones welke minder effectief waren dan de Michelins van de concurrenten. De beste resultaten waren twee tweede plekken. Hij eindigde het seizoen als achtste met 38 punten, zijn slechtste resultaat voor het Italiaanse team.

#### 2006-2008: Honda

##### 2006
In augustus 2005 maakte hij bekend dat hij Ferrari zou verlaten en ging rijden voor Honda F1. Hoewel zijn teamgenoot Jenson Button recht had op startnummer 11 liet hij deze aan Barrichello omdat het zijn geluksgetal was. Barrichello werd in eerste instantie voorbij gestreefd door Button maar na wijzigingen aan de auto was hij in staat terug te vechten. Hij finishte vierde in Monaco en haalde het beste resultaat voor een Japans team ooit in Monaco.
Hij finishte het seizoen als zevende met 30 punten, 26 minder dan Button.

##### 2007

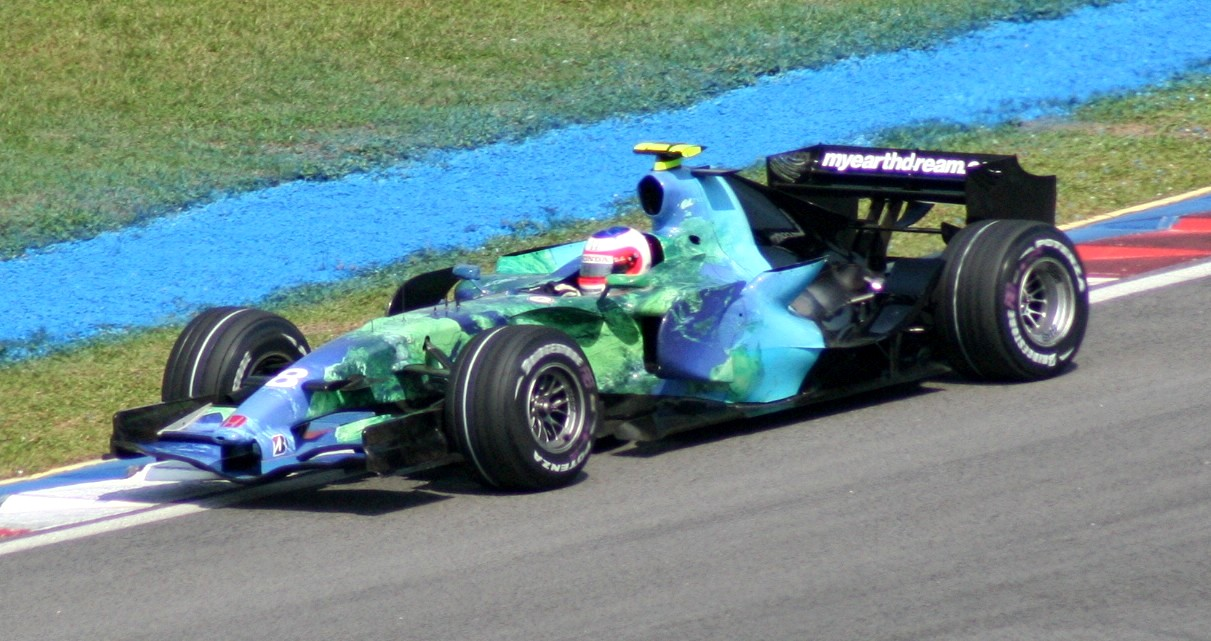
Honda's Earth Car van 2007

2007 was Barrichello's zwaarste jaar uit zijn Formule 1 carrière, de Honda RA107 waar hij in reed zag er heel anders uit als zijn voorganger en de prestaties waren ook heel anders, het team was enorm weggezakt uit de top. Ze reden het hele jaar mee in het middenveld en ze beëindigden het seizoen als 8ste met 6 WK punten, in 2006 behaalden ze er 86, dat verschil is 80 punten. Een enorme afgang voor Honda, Rubens Barrichello en ook voor zijn teamgenoot Jenson Button.

##### 2008
Op 19 juli 2007 maakte Honda bekend dat Barrichello in 2008 bij hen zou blijven rijden. Dit gaf hem de kans om vijf starts te maken en daarmee het record voor meeste Grand Prix' te pakken, een record dat veertien jaar lang in handen van Riccardo Patrese was geweest. De Grand Prix van Turkije was zijn 257e race waarmee het record uit de boeken reed. Er was onenigheid over de precieze race maar Honda besloot de festiviteiten in Turkije te houden.
Het seizoen verliep beter dan 2007 maar elf punten en een veertiende positie waren nog steeds teleurstellend.
Aan het einde van 2008 maakte Honda bekend uit de Formule 1 te stappen. Hiermee werd het voortbestaan van het team, en daarmee de positie van Barrichello hoogst onzeker.

#### 2009: Brawn GP

##### 2009

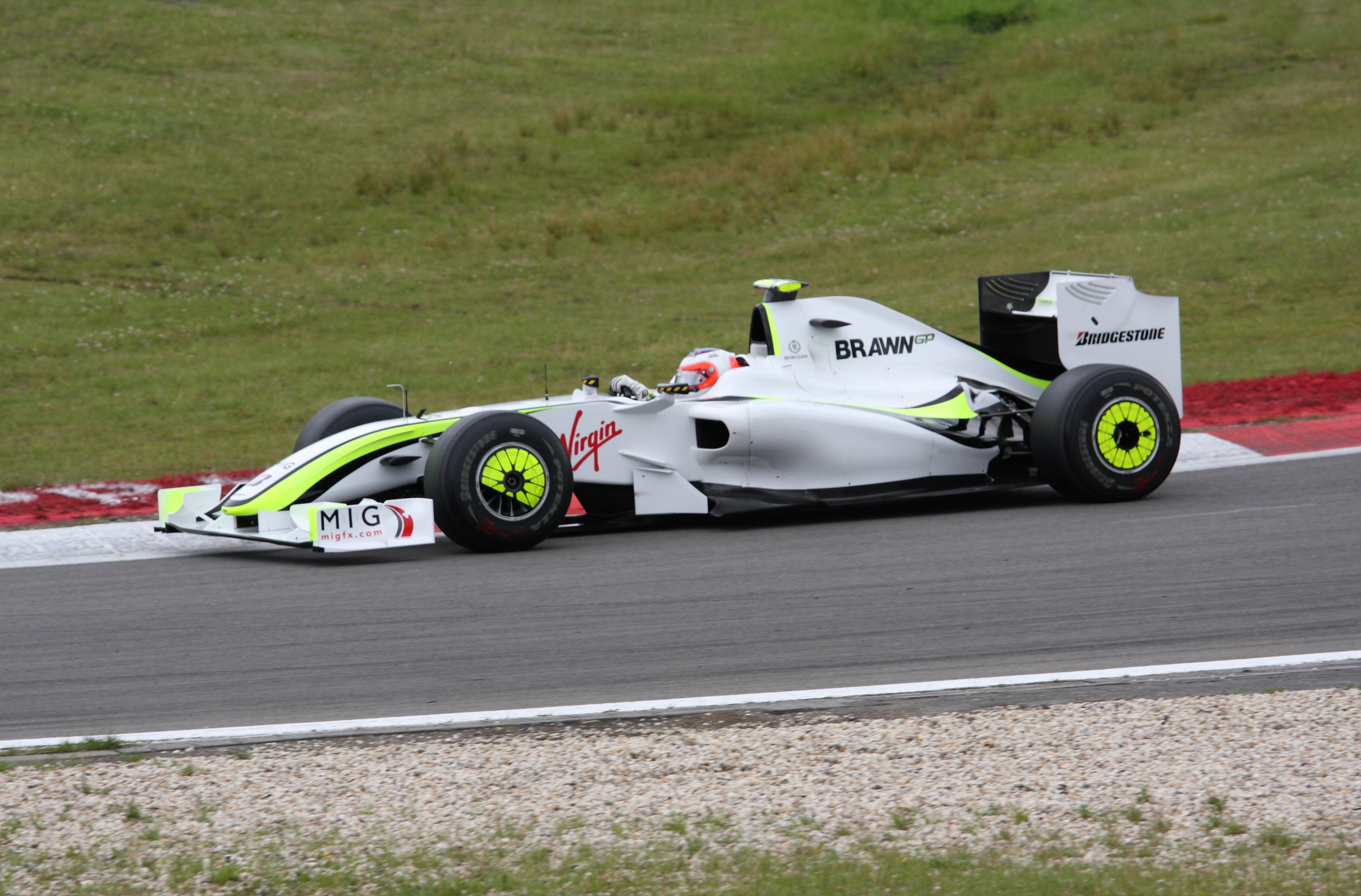
Barrichello in de Brawn, 2009

Teambaas Ross Brawn kocht het team en hernoemde het tot Brawn GP. Op 6 maart 2009 bevestigde hij dat zowel Barrichello als Button hun positie behielden voor 2009. In de laatste tests voor het seizoen verraste het team met zeer snelle rondetijden. De hierdoor gewekte verwachtingen werden ook bevestigd tijdens het seizoen, waarin de teamgenoot van Barrichello, Jenson Button, meteen zes van de eerste zeven wedstrijden won. Ook Barrichello streed vaak vooraan mee en behaalde zes podiums, waarvan twee overwinningen: in de GP van Europa (Valencia) en de GP van Italië (Monza). Brawn GP kreeg in de voorlaatste race van het seizoen (GP van Brazilië, Interlagos) zekerheid over zowel de constructeurstitel als de rijderstitel (voor Button). Barrichello eindigde het kampioenschap op de derde plaats.

#### 2010-2011: Williams

##### 2010

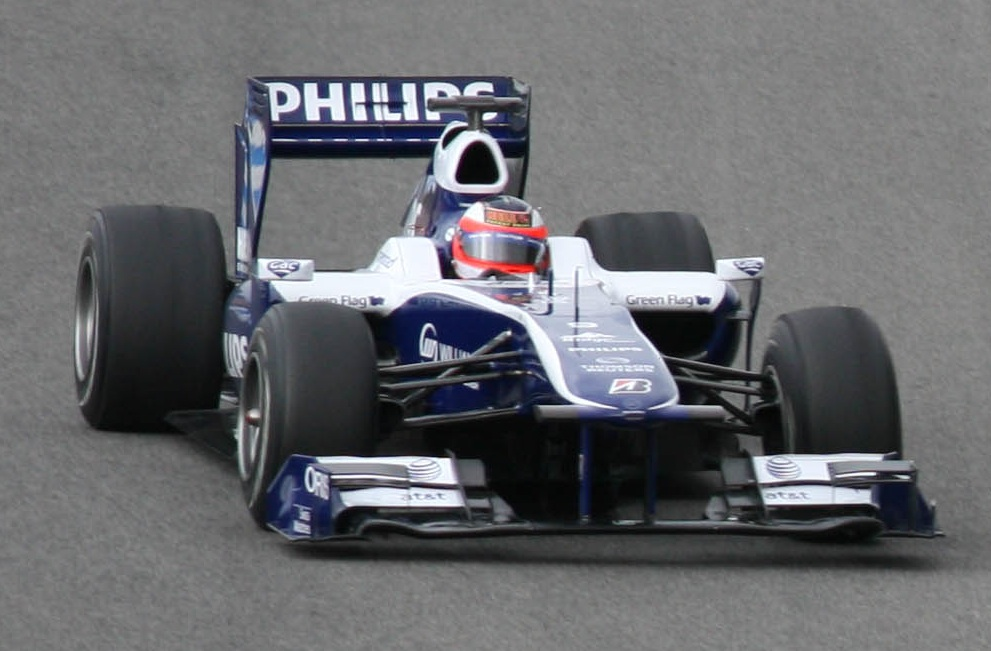
Tijdens een testsessie op Jerez in 2010

Op 2 november 2009 werd bekendgemaakt dat Barrichello in 2010 zou rijden voor het Williams F1-team. Barrichello reed op 29 augustus 2010 zijn 300ste GP en was daarmee destijds de langst rijdende Formule 1-coureur aller tijden.

##### 2011
Een teleurstellend seizoen van Williams. Rubens presteert zo goed als de wagen is, maar verliest op het eind van het seizoen z'n race-zitje.

#### Overzicht Formule 1 carrière
| Jaar/jaren    | Team        |
| ------------- | ----------- |
| 1993 t/m 1996 | Jordan      |
| 1997 t/m 1999 | Stewart     |
| 2000 t/m 2005 | Ferrari     |
| 2006 t/m 2008 | Honda F1    |
| 2009          | Brawn GP    |
| 2010 t/m 2011 | Williams F1 |

#### Formule 1-resultaten
|                       | 1993 | 1994 | 1995 | 1996 | 1997 | 1998 | 1999 | 2000 | 2001 | 2002 | 2003 | 2004 | 2005 | 2006 | 2007 | 2008 | 2009 | 2010 | 2011 | Totaal |
| --------------------- | ---- | ---- | ---- | ---- | ---- | ---- | ---- | ---- | ---- | ---- | ---- | ---- | ---- | ---- | ---- | ---- | ---- | ---- | ---- | ------ |
| Aantal races          | 16   | 16   | 17   | 16   | 17   | 15   | 16   | 17   | 17   | 15   | 16   | 18   | 19   | 18   | 17   | 18   | 17   | 19   | 19   | 323    |
| Aantal zeges          | 0    | 0    | 0    | 0    | 0    | 0    | 0    | 1    | 0    | 4    | 2    | 2    | 0    | 0    | 0    | 0    | 2    | 0    | 0    | 11     |
| Aantal polepositions  | 0    | 1    | 0    | 0    | 0    | 0    | 1    | 1    | 0    | 3    | 3    | 4    | 0    | 0    | 0    | 0    | 1    | 0    | 0    | 14     |
| Aantal snelste ronden | 0    | 0    | 0    | 0    | 0    | 0    | 0    | 3    | 0    | 5    | 3    | 4    | 0    | 0    | 0    | 0    | 2    | 0    | 0    | 17     |
| Aantal podiumplaatsen | 0    | 1    | 1    | 0    | 1    | 0    | 3    | 9    | 10   | 10   | 8    | 14   | 4    | 0    | 0    | 1    | 6    | 0    | 0    | 68     |
| Aantal WK-punten      | 2    | 19   | 11   | 14   | 6    | 4    | 21   | 62   | 56   | 77   | 65   | 114  | 38   | 30   | 0    | 11   | 77   | 47   | 4    | 658    |
| Eindstand WK          | 18   | 6    | 11   | 8    | 13   | 12   | 7    | 4    | 3    | 2    | 4    | 2    | 8    | 7    | 20   | 14   | 3    | 10   | 17   |        |

##### Totale Formule 1-resultaten
- Races vetgedrukt betekent polepositie, Races cursief betekent snelste ronde

| Seizoen | Inschrijving                         | Chassis          | Motor                   | 1       | 2      | 3      | 4      | 5       | 6      | 7      | 8      | 9      | 10     | 11      | 12     | 13      | 14     | 15     | 16     | 17     | 18     | 19     | Pos | Punten |
| ------- | ------------------------------------ | ---------------- | ----------------------- | ------- | ------ | ------ | ------ | ------- | ------ | ------ | ------ | ------ | ------ | ------- | ------ | ------- | ------ | ------ | ------ | ------ | ------ | ------ | --- | ------ |
| 1993    | Sasol Jordan                         | Jordan 193       | Hart 1035 3.5 V10       | RSA NF  | BRA NF | EUR 10 | SMR NF | ESP 12  | MON 9  | CAN NF | EUR 7  | GBR 10 | GER NF | HUN NF  | BEL NF | ITA NF  | POR 13 | JPN 5  | AUS NF |        |        |        | 18  | 2      |
| 1994    | Sasol Jordan Hart                    | Jordan 194       | Hart 1035 3.5 V10       | BRA 4   | PAC 3  | SMR NQ | MON NF | ESP NF  | CAN 7  | EUR NF | GBR 4  | GER NF | HUN NF | BEL NF  | ITA 4  | POR 4   | EUR 12 | JPN NF | AUS 4  |        |        |        | 6   | 19     |
| 1995    | Total Jordan Peugeot                 | Jordan 195       | Peugeot A10 3.0 V10     | BRA NF  | ARG NF | SMR NF | ESP 7  | MON NF  | CAN 2  | EUR 6  | GBR 11 | GER NF | HUN 7  | BEL 6   | ITA NF | POR 11  | EUR 4  | PAC NF | JPN NF | AUS NF |        |        | 11  | 11     |
| 1996    | Benson & Hedges Total Jordan Peugeot | Jordan 196       | Peugeot A12 EV5 3.0 V10 | AUS NF  | BRA NF | ARG 4  | EUR 5  | SMR 5   | MON NF | ESP NF | CAN NF | EUR 9  | GBR 4  | GER 6   | HUN 6  | BEL NF  | ITA 5  | POR NF | JPN 9  |        |        |        | 8   | 14     |
| 1997    | HSBC Malaysia Stewart Ford           | Stewart SF01     | Ford VJ Zetec-R 3.0 V10 | AUS NF  | BRA NF | ARG NF | SMR NF | MON 2   | ESP NF | CAN NF | FRA NF | GBR NF | GER NF | HUN NF  | BEL NF | ITA 13  | AUT 14 | LUX NF | JPN NF | EUR NF |        |        | 13  | 6      |
| 1998    | HSBC Stewart Ford                    | Stewart SF02     | Ford VJ Zetec-R 3.0 V10 | AUS NF  | BRA NF | ARG 10 | SMR NF | ESP 5   | MON NF | CAN 5  | FRA 10 | GBR NF | AUT NF | GER NF  | HUN NF | BEL DNS | ITA 10 | LUX 11 | JPN NF |        |        |        | 12  | 4      |
| 1999    | HSBC Stewart Ford                    | Stewart SF3      | Ford CR-1 3.0 V10       | AUS 5   | BRA NF | SMR 3  | MON 9  | ESP DSQ | CAN NF | FRA 3  | GBR 8  | AUT NF | GER NF | HUN 5   | BEL 10 | ITA 4   | EUR 3  | MAL 5  | JPN 8  |        |        |        | 7   | 21     |
| 2000    | Scuderia Ferrari Marlboro            | Ferrari F1-2000  | Ferrari 049 3.0 V10     | AUS 2   | BRA NF | SMR 4  | GBR NF | ESP 3   | EUR 4  | MON 2  | CAN 2  | FRA 3  | AUT 3  | GER 1   | HUN 4  | BEL NF  | ITA NF | USA 2  | JPN 4  | MAL 3  |        |        | 4   | 62     |
| 2001    | Scuderia Ferrari Marlboro            | Ferrari F2001    | Ferrari 050 3.0 V10     | AUS 3   | MAL 2  | BRA NF | SMR 3  | ESP NF  | AUT 3  | MON 2  | CAN NF | EUR 5  | FRA 3  | GBR 3   | GER 2  | HUN 2   | BEL 5  | ITA 2  | USA 15 | JPN 5  |        |        | 3   | 56     |
| 2002    | Scuderia Ferrari Marlboro            | Ferrari F2001    | Ferrari 050 3.0 V10     | AUS NF  | MAL NF | BRA NF |        |         |        |        |        |        |        |         |        |         |        |        |        |        |        |        | 2   | 77     |
| 2002    | Scuderia Ferrari Marlboro            | Ferrari F2002    | Ferrari 051 3.0 V10     |         |        |        | SMR 2  | ESP DNS | AUT 2  | MON 7  | CAN 3  | EUR 1  | GBR 2  | FRA DNS | GER 4  | HUN 1   | BEL 2  | ITA 1  | USA 1  | JPN 2  |        |        | 2   | 77     |
| 2003    | Scuderia Ferrari Marlboro            | Ferrari F2002B   | Ferrari 051B 3.0 V10    | AUS NF  | MAL 2  | BRA NF | SMR 3  |         |        |        |        |        |        |         |        |         |        |        |        |        |        |        | 4   | 65     |
| 2003    | Scuderia Ferrari Marlboro            | Ferrari F2003-GA | Ferrari 052 3.0 V10     |         |        |        |        | ESP 3   | AUT 3  | MON 8  | CAN 5  | EUR 3  | FRA 7  | GBR 1   | GER NF | HUN NF  | ITA 3  | USA NF | JPN 1  |        |        |        | 4   | 65     |
| 2004    | Scuderia Ferrari Marlboro            | Ferrari F2004    | Ferrari 053 3.0 V10     | AUS 2   | MAL 4  | BHR 2  | SMR 6  | ESP 2   | MON 3  | EUR 2  | CAN 2  | USA 2  | FRA 3  | GBR 3   | GER 12 | HUN 2   | BEL 3  | ITA 1  | CHN 1  | JPN NF | BRA 3  |        | 2   | 114    |
| 2005    | Scuderia Ferrari Marlboro            | Ferrari F2004M   | Ferrari 054 3.0 V10     | AUS 2   | MAL NF |        |        |         |        |        |        |        |        |         |        |         |        |        |        |        |        |        | 8   | 38     |
| 2005    | Scuderia Ferrari Marlboro            | Ferrari F2005    | Ferrari 055 3.0 V10     |         |        | BHR 9  | SMR NF | ESP 9   | MON 8  | EUR 3  | CAN 3  | USA 2  | FRA 9  | GBR 7   | GER 10 | HUN 10  | TUR 10 | ITA 12 | BEL 5  | BRA 6  | JPN 11 | CHN 12 | 8   | 38     |
| 2006    | Lucky Strike Honda Racing F1 Team    | Honda RA106      | Honda RA806E 2.4 V8     | BHR 15  | MAL 10 | AUS 7  | SMR 10 | EUR 5   | ESP 7  | MON 4  | GBR 10 | CAN NF | USA 6  | FRA NF  | GER NF | HUN 4   | TUR 8  | ITA 6  | CHN 6  | JPN 12 | BRA 7  |        | 7   | 30     |
| 2007    | Honda Racing F1 Team                 | Honda RA107      | Honda RA807E 2.4 V8     | AUS 11  | MAL 11 | BHR 13 | ESP 10 | MON 10  | CAN 12 | USA NF | FRA 11 | GBR 9  | EUR 11 | HUN 18  | TUR 17 | ITA 10  | BEL 13 | JPN 10 | CHN 15 | BRA NF |        |        | 20  | 0      |
| 2008    | Honda Racing F1 Team                 | Honda RA108      | Honda RA808E 2.4 V8     | AUS DSQ | MAL 13 | BHR 11 | ESP NF | TUR 14  | MON 6  | CAN 7  | FRA 14 | GBR 3  | GER NF | HUN 16  | EUR 16 | BEL NF  | ITA 17 | SIN NF | JPN 13 | CHN 15 | BRA 11 |        | 14  | 11     |
| 2009    | Brawn GP F1 Team                     | Brawn BGP 001    | Mercedes FO 108W 2.4 V8 | AUS 2   | MAL 5‡ | CHN 4  | BHR 5  | ESP 2   | MON 2  | TUR NF | GBR 3  | GER 6  | HUN 10 | EUR 1   | BEL 7  | ITA 1   | SIN 6  | JPN 7  | BRA 8  | ABU 4  |        |        | 3   | 77     |
| 2010    | AT&T Williams                        | Williams FW32    | Cosworth CA2010 2.4 V8  | BHR 10  | AUS 8  | MAL 12 | CHN 12 | ESP 9   | MON NF | TUR 14 | CAN 14 | EUR 4  | GBR 5  | GER 12  | HUN 10 | BEL NF  | ITA 10 | SIN 6  | JPN 9  | KOR 7  | BRA 14 | ABU 12 | 10  | 47     |
| 2011    | AT&T Williams                        | Williams FW33    | Cosworth CA2011 2.4 V8  | AUS NF  | MAL NF | CHN 13 | TUR 15 | ESP 17  | MON 9  | CAN 9  | EUR 12 | GBR 13 | GER NF | HUN 13  | BEL 16 | ITA 12  | SIN 13 | JPN 17 | KOR 12 | IND 15 | ABU 12 | BRA 14 | 17  | 4      |

‡ Halve punten zijn toegekend omdat minder dan 75% van de raceafstand was gereden.

### Complete Amerikaanse open-wheelrace-resultaten

#### IndyCar Series
| Jaar | Team                 | Motor     | 1      | 2     | 3     | 4      | 5       | 6   | 7   | 8      | 9   | 10  | 11  | 12  | 13  | 14  | 15  | 16  | Pos | Punten |
| ---- | -------------------- | --------- | ------ | ----- | ----- | ------ | ------- | --- | --- | ------ | --- | --- | --- | --- | --- | --- | --- | --- | --- | ------ |
| 2012 | KV Racing Technology | Chevrolet | STP 17 | ALA 8 | LBH 9 | SAO 10 | INDY 11 | DET | TXS | MIL 10 | IOW | TOR | EDM | MDO | QIN | SNM | BAL | FON | 11  | 102    |

| Jaren | Teams | Races | Poles | Overwinningen | Podiums (geen overwinning)** | Top 10 (geen podium)*** | Kampioenschappen |
| ----- | ----- | ----- | ----- | ------------- | ---------------------------- | ----------------------- | ---------------- |
| 1     | 1     | 5     | 0     | 0             | 0                            | 3                       | 0                |

** Podium (geen overwinning) geeft 2de of 3de plaats aan.
*** Top 10 (geen podium) geeft een 4de t/m 10de plaats aan.

#### Indianapolis 500
| Jaar | Chassis | Motor     | Start | Finish | Team                 |
| ---- | ------- | --------- | ----- | ------ | -------------------- |
| 2012 | Dallara | Chevrolet | 10    | 11     | KV Racing Technology |